# Францевич Іван Микитович
Іва́н Мики́тович Фра́нцевич  (* 1905, Полтава — † 1985, Київ) — радянський фізико-хімік і матеріалознавець. Засновник першого у світі академічного Інституту металокераміки і спеціальних сплавів, згодом Інститут проблем матеріалознавства, який має його ім'я. Академік АН України.

## Біографічні відомості

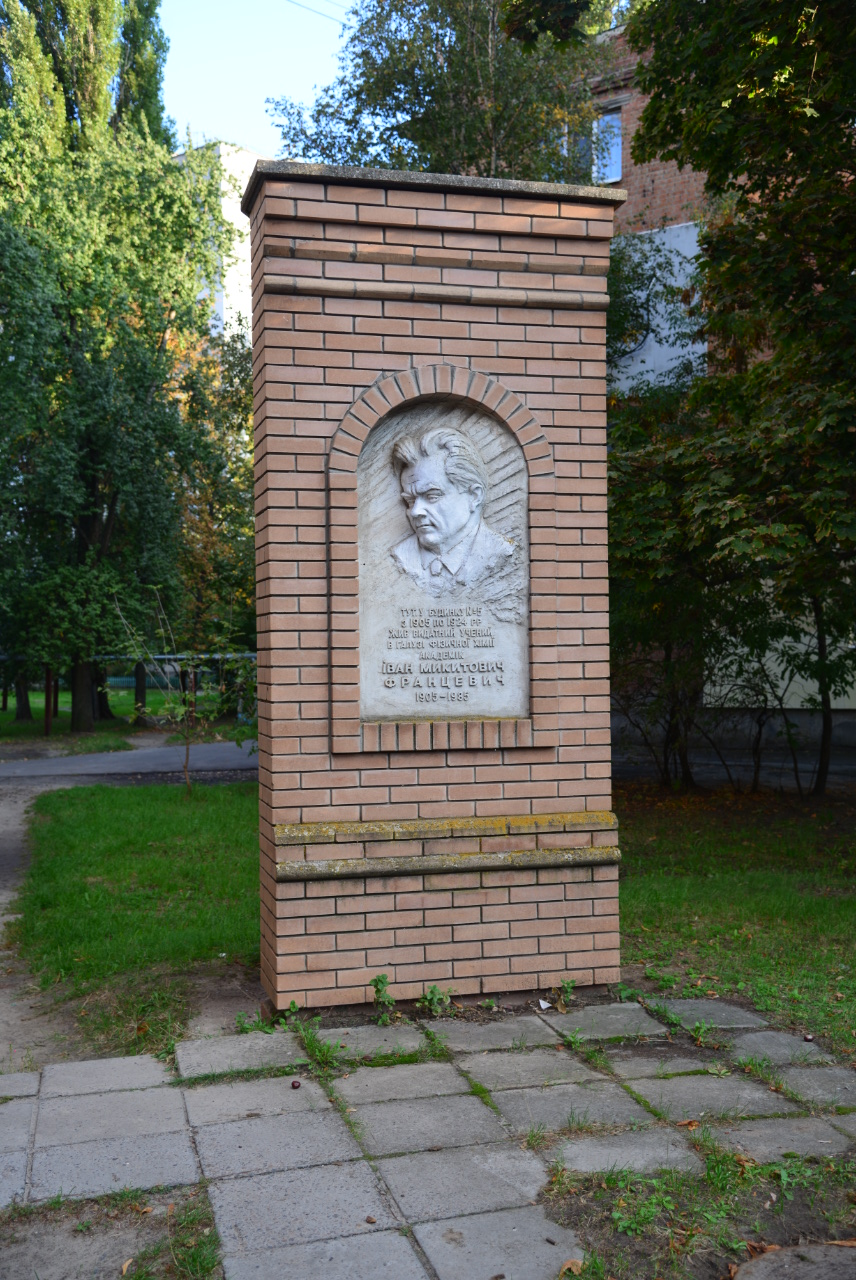
Пам'ятний знак у Полтаві.

У 1929 році закінчив одночасно хімічний і фізико-математичний факультети Харківського інституту народної освіти (сьогодні Харківський національний університет імені В. Н. Каразіна), отримав спеціальність фізико-хіміка — металознавця.
У 1929—1941 роках працював в Українському науково-дослідному інституті металів, Інституті чорної металургії АН УРСР (з 1939 року — заступником директора).
Одночасно з 1930 р. викладав у Харківському університеті.
У 1934 році молодому вченому було надано звання професора фізичної хімії і він був обраний членом-кореспондентом АН УРСР.
У 1945—1957 роках Іван Микитович працював завідувачем кафедри Київського університету.
З 1952 по 1955 рік він керівник самостійної Лабораторії спеціальних сплавів АН УРСР, а з 1955 по 1964 — директор створеного на базі лабораторії Інституту металокераміки і спеціальних сплавів АН УРСР, що в 1964 році отримав назву Інституту проблем матеріалознавства.
З 1973 р. І. М. Францевич — завідувач відділу цього інституту.
Вже у віці 29 років Івану Микитовичу було надано звання професора фізичної хімії і тоді ж його обрали членом-кореспондентом АН УРСР.
Дійсний член АН УРСР (з 1961).
Францевич Леонід Іванович (* 3 жовтня 1935, Харків — † 29 квітня 2024, Київ) — син, член-кореспондент НАН України, зоолог, ентомолог.

## Праці
Наукові праці Францевича присвячені створенню матеріалів, що відзначаються високою вогнетривкістю електроерозійною стійкістю, міцністю та зносостійкістю, і призначених для використання в особливо складних умовах.
Одержані вченим результати досліджень узагальнені та викладені більш як у 600 наукових статей, опублікованих у провідних вітчизняних та закордонних журналах і у 20 монографіях, зафіксовані у кількох десятках авторських свідоцтв на винаходи і 14 патентах, що досі не втратили свого значення.

## Проблематика досліджень
Іван Францевич зробив внесок у дослідження багатьох актуальних проблем сучасного матеріалознавства, який став основою для створення цілої низки нових технологій і матеріалів, що їх гостро потребували різні галузі промисловості.

## Нагороди
- Герой Соціалістичної Праці, лауреат Державної премії СРСР та Державної премії УРСР.